# Inframosane
Inframosane was een Nederlandse netbeheerder die het elektriciteits- en gasnetwerk beheerde in de regio Maastricht.
Sinds januari 2008 is Inframosane onderdeel van Essent Netwerk.